# Колдстрим

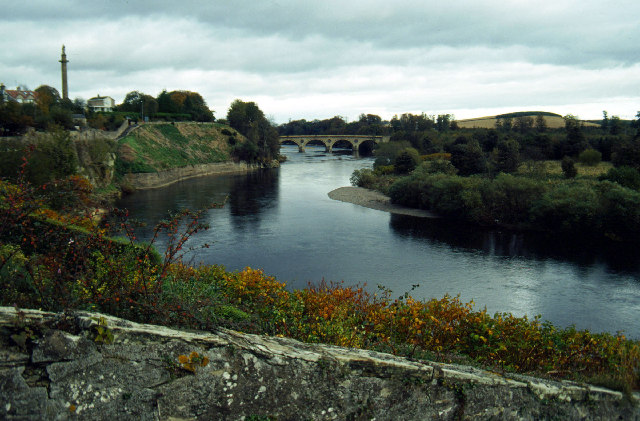
Мост через реку Туид

Ко́лдстрим (англ. Coldstream) — небольшой город в Шотландии в области Скоттиш-Бордерс. Расположен на северном берегу реки Туид.